# Roberto Gaguin
Roberto Gaguin (Calonne-sur-la-Lys, Artois, 1433-París, 22 de mayo de 1501) fue religioso trinitario francés, Redentor de Cautivos y Ministro General de la Orden de la Santísima Trinidad. Destacó como humanista, de hecho fue amigo personal de Erasmo de Róterdam, y como reformador.

## Biografía

### Nacimiento y primeros años como trinitario
Roberto Gaguin nació en Calonne-sur-la-Lys, Artois, en la región de Pas-de-Calais en el año 1433, bajo el control del Ducado de Borgoña y, por tanto, con cultura e idioma flamenco. Realizó sus primeros estudios en el convento trinitario de Préavins, cerca de Saint-Omer. Muy joven pidió ingresar como religioso trinitario. Comienza el noviciado en 1456 en Préavins, y un año después, tras emitir sus votos como religioso trinitario, es enviado a la Casa principal de París, Saint-Mathurin, para estudiar Filosofía y Teología en la Universidad. Roberto se interesa especialmente por el derecho canónico y la literatura, bajo la tutela de sus profesores el italiano Gregorio Tifernate y el francés Guillaume Fichet, de los que aprende la nueva retórica. Es obligatorio recordar las relaciones que entonces entabló con el italiano Publio Fausto Andrelini, de Forlì. En 1460 recibe el doctorado en Derecho Canónico y ejerce como profesor en la Universidad de París. Es probable que formara parte del grupo que creó la primera imprenta en la Universidad, ya que mantuvo una buena amistad con el impresor Josse Bade.
De esta época son famosas sus composiciones poéticas, epigramas, cartas, etc. Destaca un largo poema en latín en defensa de la Inmaculada Concepción. Escribe también un resumen de la historia de la Orden. Comienza a forjarse su fama de gran humanista.

### Redentor y ministro general
En 1463 es nombrado vicario general de la Orden de la Santísima Trinidad y redentor general. Como tal, enviado por Raoul Duvivier, ministro general de la Orden, visitó las provincias trinitarias de Languedoc y Castilla. En la visita que hizo en 1466 a la provincia de Castilla tuvo oportunidad de conocer muchas casas de la Orden, y hacer copia de los estatutos de las mismas y otros documentos sobre la historia de la Orden. De este viaje a España escribe una carta a su amigo Jean Navelle en la que le informa que ha cruzado los Pirineos y después ha tenido que vadear dos grandes ríos, el Ebro y el Tajo. El viaje duró siete meses y regresó triunfálmente a París a últimos de marzo rodeado de 22  cautivos franceses liberados en Granada. En el discurso pronunciado en Cerfroid para elegir nuevo general se expresa así:

Per hanc sui nominis gloriam quo triumpho captivos, quos ex Granata superioribus annis ipse deduxeram, susceperit, iam vel vidistis vel diversi audistis! Introentibus enim nobis in urbe, tanta fuit totius civitatis admiratio, letitia, favor, tanta festivitas, tantus denique per vias et compita applaudentis urbis concursus, quantus ad visendum externum quendam maximum regem visus est  unquam

En el Capítulo General de la Orden Trinitaria, celebrado en Cerfroid el 16 de mayo de 1473 fue elegido Ministro General. Es especialmente famoso el discurso que entonces dio a los religiosos que lo acababan de elegir, todo un programa de reforma de la Orden bajo los ideales humanistas de la época. Este es un extracto del discurso:

Para deciros la verdad yo no sé lo que vais a llegar a ser en tal situación. En lo que concierne a la alabanza divina, la habéis reducido a un murmullo ritual. Por otra parte, estáis siempre dispuestos a ocupados de los asuntos temporales y no de los del Señor. Os aburrís enormemente en el rezo del Oficio divino y vuestra oración es talmente pobre... Os imagináis que poseéis voces melodiosas y angelicales, y no son más que chillidos de niños: de pie o de rodillas, vuestra mirada se pierde en el vago y vuestros espíritus están ausentes. No hay nada de distinguido o cultivado en vuestros cargos... En breve, vivís en el libertinaje total: tal hermano no vive que para la política, otro para los negocios y el dinero; otro para los chismorreos del barrio; de hecho, una sola ambición: ocuparse de sí mismo, viviendo un máximo de placer personal o lograr las satisfacciones de otro para su propio interés. Este es el interés de la santa comunidad, lo cual podría sugerir el de los salteadores de caminos o de los piratas de alta mar. Lo que verdaderamente más me avergüenza, es cuando pienso en vuestra falta de espíritu religioso.

¿Podemos hablar de nuestros hermanos tan moderados en la mesa, de su silencio, de su respeto a los otros, de su celo y modestia? No hallo palabras para denunciar sus embriagueces y glotonería. Me da pena recordar sus faltas de vergüenza y sus disputas. No existe algún lugar en sus casas para las cosas sagradas. Todos charlan y gritan con violencia. Ahí tenéis esta banda de hombres repugnantes. Más que observancia, sus fanfarronadas reflejan bien la obstinación, la repulsión para la obediencia, el desprecio en lugar de la benevolencia, sin hablar de su lenguaje grosero.

¡Oh Dios! ¿En qué tinieblas habéis caído? ¿Qué oscuridad os envuelve? Sois ciegos y vuestros ojos están abiertos. Habéis tocado fondo en vuestra perdición: "Malditos vosotros los que declaráis bien el mal y mal el bien" (Is 5,20). Verdaderamente, os podéis esconder; nadie entre vosotros es conocido por sus buenas obras. Lo que se piensa y dice de vosotros no es otra cosa que insultos y desprecios. Vosotros que habéis manchado al Señor y sus tradiciones, habéis sido abandonados de las gentes y reducidos a la nada. Vuestras casas se vacían poco a poco. Allí donde los hermanos eran numerosos... los que han quedado se han secularizado en sus acciones, en su forma de vivir, en sus comportamientos, en sus actitudes y costumbres.

Es necesario instaurar la Orden y como niños engendrados debemos ser regenerados de nuevo e instituidos a una vida más santa... El resto de vuestra futura vida, o en confusión o en gloria sempiterna resurgirá... A vosotros se os propone este comienzo. Nos incumbe a nosotros esta solicitud. Toca a cada religioso de nuestra Orden asumir sobre sus hombros lo que se impone para nuestra salvación.

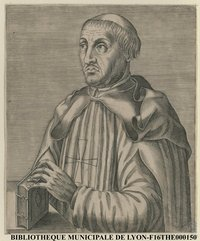
Grabado de Roberto Gaguin del Archivo de la Biblioteca de Lyon.

En 1485 envió redentores a Granada para realizar una redención de cautivos, y comenzó entonces su lucha contra la Orden de la Merced, escribiendo una diatriba en prosa y en verso excitando a los Prelados del Norte contra los mercenarios, que eran de origen español y llevaban sobre sus pechos las armas del rey de Aragón. En diciembre de 1489, al tener que desplazarse a Inglaterra para una embajada encomendada por el rey Carlos VIII, se dio una prórroga al proceso que inició jurídicamente contra los mercedarios por poner trabas a la labor de los trinitarios y atentar contra sus privilegios en la redención. Por sus cartas, deducimos que Roberto Gaguin ganó el proceso. El enfrentamiento venía de antiguo, y se mantuvo largos años. Siendo Gaguin vicario general de la Orden participó en la reunión entre ambas órdenes redentoras que se había de celebrar en Toulousse el 5 de marzo de 1461 con el fin de alcanzar un acuerdo sobre las colectas y legados, bajo multa de 10.000 doblas de oro a quien no asistiese. Por los trinitarios fueron Roberto Gaguin, representando al Ministro General Raoul Duvivier, y Fr. Diego de Toledo, Ministro de Córdoba y procurador de la Provincia de Castilla. Al no presentarse ningún mercedario, pidieron un testimonio notarial de la ausencia y de cómo habían incurrido en multa, que debían pagar a fr. Simón de Camargo, Ministro de Burgos.
En 1490 envió a Marruecos a Fr. Pierre Beucard y Fr. Jean Vasseur, que rescataron 204 cautivos. El 24 de abril de 1491 tuvo lugar en París una procesión a la abadía de San Víctor, en la que tomaron parte mucho de los cautivos liberados, que se detuvieron en el atrio de la iglesia para ser mejor vistos pro la aglomeración del pueblo. Ese mismo año Roberto Gaguin compuso una oración de bendición para los religiosos que iban a redimir cautivos, y que añadió al Misal de Sant Mathurin.
Según se desprende de sus escritos históricos, especialmente como Ministro General de la Orden, fue Roberto Gaguin el primero que escogió la fiesta de la octava de Santa Inés, el 28 de enero, como particularmente ligada a los orígenes de la Orden Trinitaria, ya que, para él estaba implícitamente confirmada por la bula consistorial otorgada por Inocencio III siete días después. Hay que tener en cuenta que Roberto Gaguin no conoció la bula de aprobación de la Regla que Inocencio III entregó a San Juan de Mata el 17 de diciembre de 1198, y consideraba el 3 de febrero de 1199 como la primera aprobación de la Orden Trinitaria. Es así que en el Capítulo General celebrado en Cerfroid el 10 de mayo de 1476 ordenó que la octava de Santa Inés se celebrase en toda la Orden con particular solemnidad. En su obra De origine et gestis francorum compendium relata brevemente los orígenes de la Orden dando comienzo así a dos tradiciones que han perdurado a lo largo de la historia: la celebración de la primera misa de San Juan de Mata en la octava de Santa Inés y la visión de un ángel entre los cautivos, en lugar de Cristo
Murió en París el 22 de mayo de 1501. Poco antes de su muerte recibió una visita de un viejo amigo epistolar, Erasmo de Róterdam, con quien llevaba unos años en contacto por carta, fue a París a visitarlo "sólo para conocerlo" y dedicó a Gaguin el calificativo de luz y gloria de la academia de París. La primera obra impresa de Erasmo fue una carta de homenaje a Roberto Gaguin.

## Obra
- Poema en defensa de la Inmaculada Concepción:
- Epistole et orationes:
- Rerum gallicarum annales, historia de Francia.
- Crónica de los Ministros Generales de la Orden de la Santísima Trinidad.